# 小林富久子
小林 富久子（こばやし ふくこ、1943年(昭和18年)  - ）は、日本の英文学者、早稲田大学名誉教授。
大阪府出身。1967年ノースカロライナ大学卒業、同年早稲田大学商学部語学助手。1968年大阪外国語大学英語学科卒、早稲田大学文学研究科博士課程満期退学。1981年早稲田大学商学部教授。1987年ハーバード大学客員研究員、2001年カリフォルニア大学バークレー校客員研究員。2003年、早稲田大学教育学部教授。2013年定年退職、名誉教授。2022年、瑞宝中綬章受章。

## 著書
- 『円地文子 ジェンダーで読む作家の生と作品』新典社 女性作家評伝シリーズ、2005
- 『ジェンダーとエスニシティで読むアメリカ女性作家 周縁から境界へ』學藝書林、2006

編纂
- 『作家の自伝 円地文子』編 日本図書センター、1998 シリーズ・人間図書館

### 翻訳
- M.スプリンガー編『アメリカ文学のなかの女性 フェミニスト的視点によるもう一つの米文学史』成文堂、1985
- トリン・T・ミンハ『月が赤く満ちる時 ジェンダー・表象・文化の政治学』みすず書房、1996
- モニク・トゥルン『ブック・オブ・ソルト』彩流社、2012
- トリン・T.ミンハ『ここのなかの何処かへ 移住・難民・境界的出来事』平凡社、2014